# مرکز ورزش‌های آبی دئودورو

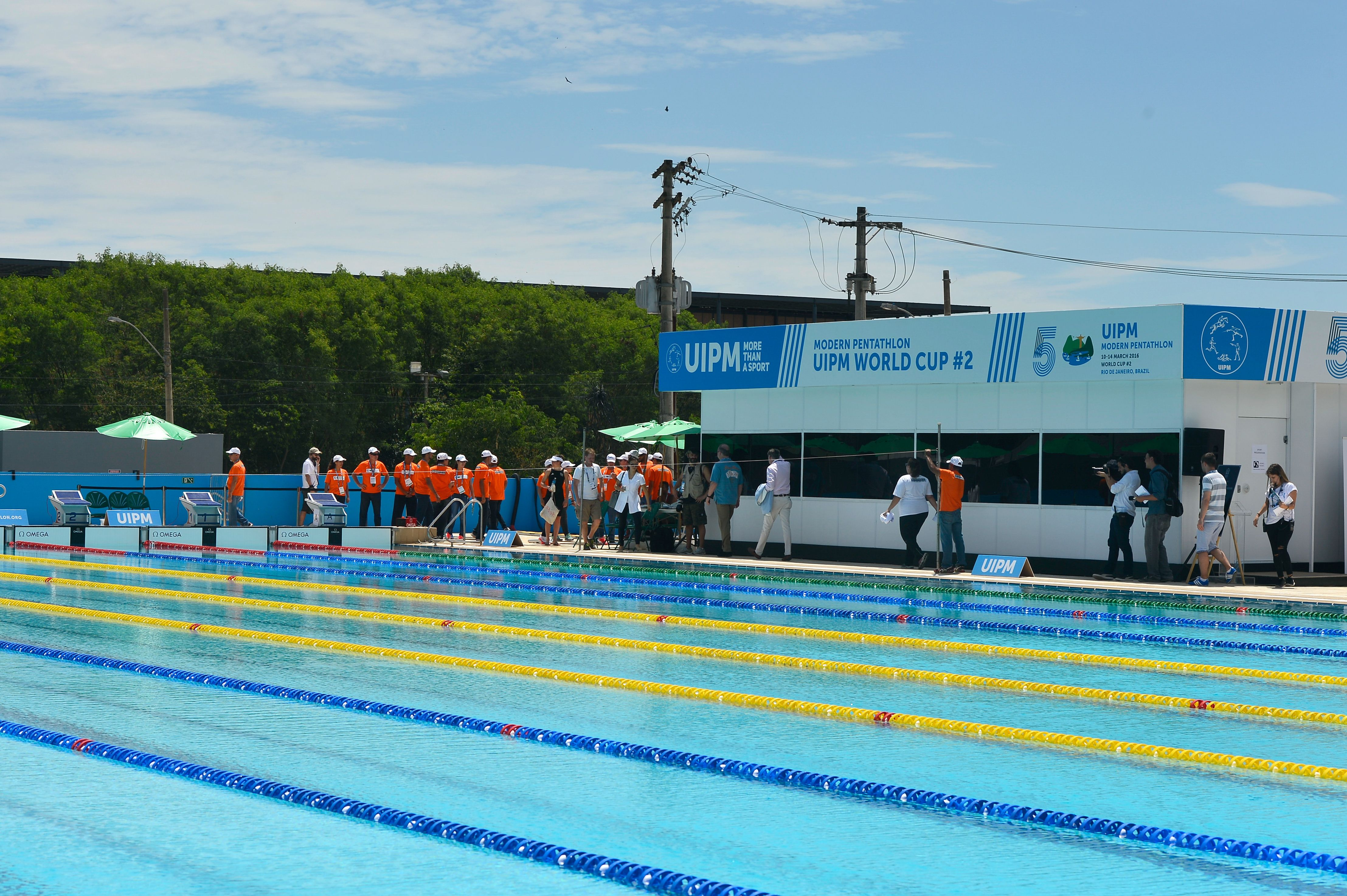
مرکز ورزش‌های آبی دئودورو

مرکز ورزش‌های آبی دئودورو (انگلیسی: Deodoro Aquatics Centre) یک ورزشگاه مخصوص شنا در شهر ریو دو ژانیرو، برزیل است.
این ورزشگاه میزبان مسابقات شنا پنج‌گانه مدرن بازی‌های المپیک تابستانی ۲۰۱۶.